# 2530 Sipka
A 2530 Sipka (ideiglenes jelöléssel 1978 NC3) a Naprendszer kisbolygóövében található aszteroida. Ljudmila Ivanovna Csernih fedezte fel 1978. július 9-én.